# Hermann Grassmann

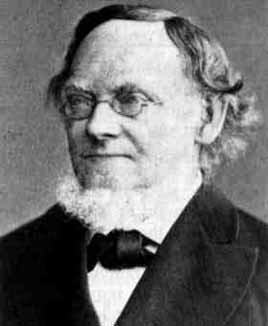
Hermann Grassmann

Hermann Günther Grassmann (Stettin (Szczecin), 15 april 1809 - aldaar, 26 september 1877) was een Duitse polymath, die in zijn eigen tijd als taalkundige bekendstond, en nu vooral bewonderd wordt voor zijn wiskundige bijdragen. Naast zijn werk als leraar middelbaar onderwijs was hij tevens natuurkundige, neohumanist en uitgever. Grassmanns wiskundige werk werd gedurende zijn eigen leven niet op waarde geschat.

## Leven
Grassmann was de derde van twaalf kinderen van Justus Günter Grassmann, een predikant, die wis- en natuurkunde doceerde aan het gymnasium van Stettin, waar ook Hermann zijn middelbareschoolopleiding kreeg. Hermann werkte vaak samen met zijn broer Robert Grassman.
Grassmann was een onopvallend student totdat hij een hoog cijfer haalde bij de toelatingsexamens voor de Pruisische universiteiten. Vanaf 1827 studeerde hij theologie aan de Universiteit van Berlijn. Daarnaast volgde hij ook colleges in de klassieke talen, de filosofie en de literatuur. Hij lijkt tijdens zijn studiejaren geen colleges in de wis- en natuurkunde te hebben gevolgd.
Hoewel hij dus niet beschikte over een universitaire opleiding in de wiskunde, was dit wel het gebied waar zijn interesse het meest naar uitging, toen hij in 1830, na het voltooien van zijn studie theologie in Berlijn, naar Stettin terugkeerde. Na een jaar voorbereiding deed hij mee aan het examen dat hem het recht moest geven om wiskundeles te mogen geven aan het gymnasium, maar hij slaagde niet in zijn doel. De uitslag was dat hij alleen op lager niveau les mocht geven. In het voorjaar van 1832 werd hij assistent aan het gymnasium van Stettin. Rond deze tijd deed Grassmann zijn eerste belangrijke wiskundige ontdekkingen, die hij in Grassmann (1844) zou publiceren. (zie hieronder).
In 1834 begon Grassmann zijn onderwijscarrière als leraar wiskunde aan de handelsschool van Berlijn. Een jaar later keerde hij terug naar Stettin om daar aan de nieuw opgerichte, Otto Schule, les te geven in wiskunde, natuurkunde, Duits, Latijn, en godsdienst. Dit brede scala van vakken geeft aan dat Grassmaan alleen bevoegd was les te geven op lager niveau. Tussen 1834 en 1838 behaalde Grassmann echter een aantal examens, waardoor hij lesbevoegdheden verkreeg om op alle middelbare scholen in Pruisen les te geven in de wiskunde, de natuurkunde, de scheikunde en de mineralogie.
Grassmann voelde zich maatschappelijk lichtelijk gekrenkt omdat hij innovatieve wiskunde bedreef, maar het toch niet verder had gebracht dan leraar aan het gymnasium. Op zijn school in Stettin maakte hij echter promotie. In 1847 werd hij hoofdleraar (Oberlehrer) en in 1852 werd hij in de positie van zijn overleden vader benoemd, waardoor hij zich professor mocht noemen. In 1847 deed hij een aanvraag bij het Pruisische ministerie van Onderwijs om in aanmerking te mogen komen voor een universitaire positie. Op grond daarvan won het ministerie bij Ernst Kummer een advies over Grassmann in. Kummer schreef over Grassmanns prijswinnend essay uit 1846, zie verder, het volgende
 "... prijzenswaardig materiaal, maar qua presentatie tekortschietend". 
Kummers rapport maakte een einde aan de kans dat Grassmann in Pruisen aan een van de universiteiten zou worden aangesteld. Deze afwijzing was een van thema's van Grassmans leven; steeds opnieuw miskenden leidende tijdgenoten de waarde van zijn wiskunde.
Tijdens de politieke onrust in Duitsland in de jaren 1848-49 gaven Hermann en Robert Grassmann in Stettin een krant uit, waarin zij opriepen tot een Duitse eenwording onder een constitutionele monarchie. Na het schrijven van een reeks artikelen over het staatsrecht stopte Hermann zijn werk voor deze krant, dit omdat hij zich steeds minder in de politieke richting van de krant kon vinden.
Grassmann en zijn vrouw kregen elf kinderen, van wie er zeven de volwassenheid bereikten. Een van zijn zonen, Hermann Ernst Grassmann, werd hoogleraar wiskunde aan de Universiteit van Giessen.

## Wiskundige
Een van de vele examens, waaraan Grassmann deelnam, verplichtte hem in 1840 om een essay over de theorie van getijden te schrijven. In dit essay maakte hij voor wat betreft de basistheorie gebruik van de fundamentele theorie van de Mécanique Céleste (Hemelmechanica) van Laplace, en van de Mécanique analytique (Analytische mechanica) van Lagrange. Bij zijn uiteenzetting maakte hij echter gebruik van vectoren, waar hij al sinds 1832 mee bezig was. Dit essay dat voor het eerst in zijn Verzamelde Werken (1894-1911) werd gepubliceerd, bevat de eerst bekende verschijning van wat men nu lineaire algebra noemt en ook de notie van een vectorruimte. Hij zou deze methode verder uitwerken in Grassmann (1844) en Grassmann (1862).
In 1844 publiceerde Grassmann zijn meesterwerk, Die Lineare Ausdehnungslehre, ein neuer Zweig der Mathematik (De lineaire uitbreidingsleer, een nieuwe tak van wiskunde), hierna aangeduid met Grassmann (1844) en meestal aangeduid als de Uitbreidingsleer. Dit werk stelt nieuwe grondslagen voor de gehele wiskunde voor en begint met vrij algemene definities van filosofische aard. Grassmann toont vervolgens aan dat wanneer de meetkunde eenmaal op de algebraïsche basis is gestoeld, die hij bepleit, dat dan het getal drie geen bevoorrechte rol speelt als het aantal ruimtelijke dimensies; het aantal mogelijke dimensies is nu in feite onbegrensd.
Fearnley-Sander beschrijft Grassmanns grondslagen van de lineaire algebra als volgt:
 De definitie van een lineaire ruimte (vectorruimte)... raakte rond 1920 wijd verspreid, toen Hermann Weyl en anderen formele definities publiceerden. In feite was een dergelijke definitie dertig jaar eerder al door Peano gegeven. Peano was zeer goed bekend met het wiskundige werk van Grassmann. Grassmann zelf beschikte niet over een formele definitie --- de terminologie was in zijn tijd niet beschikbaar --- maar het lijdt geen twijfel dat hij het concept kende.
Beginnend met een collectie van 'eenheden' e1, e2, e3, ..., definieert hij op doeltreffende wijze de vrije lineaire ruimte die deze eenheden opspannen, dat wil zeggen dat hij formele lineaire combinaties a1e1 + a2e2 + a3e3 + ... beschouwt (waar de aj reële getallen zijn), dat hij de operaties optellen en vermenigvuldigen met reële getallen definieert zoals dat nu de gebruikelijke manier is, en formeel de eigenschappen van de lineaire ruimte voor deze operaties bewijst. ... Hij ontwikkelt vervolgens de theorie van de lineaire onafhankelijkheid op een wijze die verbazingwekkende wijze overeenkomt met de presentatie die men in moderne lineaire-algebratekstboeken kan aantreffen. Hij definieert de noties van deelruimte, onafhankelijkheid, span, dimensie, vereniging en doorsnede van deelruimten en projecties van elementen op deze deelruimten.

... weinigen zijn dichterbij gekomen dan Hermann Grassmann om in hun eentje een heel nieuw onderwerp te creëren. 
Naar een idee van Grassmanns vader definieerde Grassmann in zijn werk van 1844 ook het uitwendig product, ook wel het kruisproduct genoemd. Men moet bedenken dat in Grassmanns tijd, de enige axiomatische theorie de Euclidische meetkunde was. De algemene notie van een abstracte algebra moest nog worden uitgevonden. In 1878 verbond William Kingdon Clifford deze theorie met de quaternionen van William Rowan Hamilton door Grassmanns regel epep = 0 te vervangen door de regel epep = 1. Voor de quaternionen is er de regel i2 = j2 = k2 = -1.
Dit was een revolutionair werk, dat zijn tijd te ver vooruit was om op waardering te kunnen rekenen. Grassmann diende het werk in als een these voor een doctoraat in de filosofie, maar de beoordeler, Möbius verklaarde zich onbevoegd om het werk te kunnen beoordelen en delegeerde deze taak aan Ernst Kummer, die het werk vervolgens verwierp zonder het grondig te hebben gelezen. In de periode 1844-1855 schreef Grassmann nog een aantal andere werken, waar hij zijn Uitbreidingsleer toepaste, een voorbeeld hiervan is zijn werk uit 1845 Neue Theorie der Elektrodynamik (Nieuwe theorie van de elektordynamica) en diverse artikelen over algebraïsche krommen en algebraïsche oppervlakken, in de hoop dat deze toepassingen er toe zouden leiden dat anderen zijn theorie serieus zouden nemen.
In 1846 werd Grassmann door Möbius uitgenodigd deel te nemen aan de competitie om een probleem, dat voor het eerst door Leibniz was geopperd, op te lossen: een meetkundige calculus opstellen zonder daarbij gebruik te maken van coördinaten en de metrische eigenschappen. Leibniz noemde het zelf een analyse situs, de oude naam voor topologie. Grassmans Geometrische Analyse geknüpft an die von Leibniz erfundene geometrische Charakteristik (Meetkundige analyse die aanknoopt bij de door Leibniz uitgevonde meetkundige karakteristiek), was de winnende, maar ook enige, inzending. Möbius, een van de juryleden, bekritiseerde echter de manier waarop Grassmann abstracte begrippen invoerde, zonder dat hij de lezer een idee gaf, waarom de ingevoerde abstracte begrippen van belang waren.
In 1853 publiceerde Grassmann een theorie over het mengen van kleuren; deze theorie, samen met haar drie kleurwetten, wordt nog steeds onderwezen, als de wet van Grassmann. Grassmans werk over dit onderwerp was niet consistent met het werk van Helmholtz. Grassmann schreef ook over kristallografie, elektromagnetisme en mechanica.
In zijn werk van 1861 stelde Grassmann zich ten doel om de eerste axiomatische presentatie van rekenen te geven. Grassmann maakte daarbij veel gebruik van het principe van de volledige inductie. Vanaf 1890 werd dit werk door Peano en zijn volgelingen in hun werk veelvuldig aangehaald.
In 1862 publiceerde Grassman een grondig herschreven tweede editie van zijn werk uit 1844, hopend om alsnog een late erkenning voor zijn Uitbreidingstheorie te verdienen. Dit werk bevatte de definitieve uiteenzetting van zijn ideeën over de lineaire algebra. Het resultaat, Die Ausdehnungslehre: Vollständig und in strenger Vorm bearbeitet (De uitbeidingsleer: compleet en verbeterd), was echter geen ander lot beschoren dan zijn vorige werk uit 1844, dit hoewel ook dit werk vooruitloopt op de uitleg in de twintigste-eeuwse tekstboeken.
De enige wiskundige die Grassmanns ideeën tijdens zijn leven wist te waarderen was Hermann Hankel, wiens werk uit 1867 Theorie der complexen Zahlensysteme (Theorie van de complexe getalsystemen) meehielp om Grassmann ideeën bekender te maken. Dit werk
 ... werkte enige van Hermann Grassmanns algebra's en Hamiltons quaternionen uit. Hankel was de eerste die de betekenis van Grassmanns lang verwaarloosde geschriften erkende... . 
Grassmanns wiskundige methoden werden pas laat opgemerkt, maar waren van directe invloed op Felix Klein en Élie Cartan. Alfred North Whiteheads eerste monografie, de Universal Algebra (Universele algebra) (1898), bevatte de eerste systematische uiteenzetting van de Uitbreidingsleer in het Engels. De uitbreidingstheorie heeft geleid tot de ontwikkeling van de differentiaalvormen en de toepassing van deze vormen in de analyse en meetkunde. De differentiaalmeetkunde maakt gebruik van de uitwendige algebra. Voor een inleiding tot de rol van Grassmanns werk op de hedendaagse wiskundige natuurkunde, zie Penrose (2004: hoofdstukken. 11, 12).
Adhémar Jean Claude Barré de Saint-Venant ontwikkelde een vectoranalyse die vergelijkbaar was met die van Grassmann. De Saint-Vanant publiceerde zijn werk in 1845. Hij trad daarna prompt in een geschil met Grassmann over wie van de twee de prioriteit had. Grassmann had zijn resultaten al in 1844 gepubliceerd, maar Saint-Venant beweerde, bijna zeker naar waarheid, dat hij al vanaf 1832 met deze ideeën bezig was geweest.

## Taalkundige
Teleurgesteld in zijn klaarblijkelijk onvermogen om als wiskundige te worden erkend, richtte Grassmann zich in het latere deel van zijn leven steeds meer op de historische taalkunde. Hij schreef boeken over de Duitse grammatica, verzamelde volksliederen en leerde Sanskriet. Zijn woordenboek en zijn vertaling van de Rig-Veda (ongeveer 150 jaar na verschijnen nog steeds in druk) worden erkend onder filologen. Hij ontwikkelde een uitspraakwet voor de Indo-Europese talen, die naar hem de wet van Grassmann wordt genoemd.
"Door aan te tonen dat het Germaans in één fonologisch patroon daadwerkelijk ouder is dan het Sanskriet, ondermijnde Grassmann de positie van het Sanskriet als de oudst bekende taal binnen de Indo-Europese taalkunde. Door zijn demonstratie ondermijnde Grassmann ook de gedachte dat taal zich ontwikkelde van een analytische- naar een synthetische structuur door simpele woorden te combineren zonder hun vorm te wijzigen en zo nieuwe woorden te construeren."
Voor zijn filologische prestaties werd hij nog tijdens zijn leven geëerd. Hij werd verkozen in het Amerikaans Oriëntaals Genootschap en kreeg in 1876 een eredoctoraat van de Universiteit van Tübingen.

## Voetnoten
1. ↑  Fearnley-Sander (1979)
2. ↑  Hankels lemma in de Dictionary of Scientific Biography (Woordenboek van wetenschappelijke biografie). New York: 1970-1990

### Primair
- (de)  Grassmann (1844) - Die lineare Ausdehnungslehre (De lineaire uitbreidingsleer). Leipzig: Wiegand. Engelse vertaling, 1995, door Lloyd Kannenberg, A new branch of mathematics (Een nieuwe tak van wiskunde). Chicago: Open Court.
- (de)  Grassmann (1861) - Lehrbuch der Mathematik für höhere Lehranstalten, Band 1 (Leerboek van de wiskunde voor hogere onderwijsinrichtingen). Berlin: Enslin.
- (de)  Grassmann (1862) - Die Ausdehnungslehre, vollständig und in strenger Form bearbeitet (De uitbreidingsleer: compleet en op strenge wijze bewerkt.) Berlin: Enslin. Engelse vertaling, 2000, door Lloyd Kannenberg, Extension Theory. American Mathematical Society.
- (de)  Grassmann (1894-1911) - Gesammelte mathematische und physikalische Werke (Verzamelde wiskundige en natuurkundige werken), in 3 delen. Friedrich Engel ed. Leipzig: B.G. Teubner. Reprinted 1972, New York: Johnson.

### Secundair
- (en)  Crowe, Michael, 1967. A History of Vector Analysis (Een geschiedenis van de vectoranalyse). Notre Dame University Press.
- (en)  Fearnley-Sander, Desmond, 1979, Hermann Grassmann and the Creation of Linear Algebra (Hermann Grassmann en de schepping van de lineaire algebra), American Mathematical Monthly 86: 809-17.
- (en)  --------, 1982, Hermann Grassmann and the Prehistory of Universal Algebra (Hermann Grassmann en de prehistorie van de universele algebra),  American Mathematical Monthly 89: 161-66.
- (en)  -------, en Stokes, Timothy, 1996, Area in Grassmann Geometry (Gebieden in Grassmanns meetkunde), Automated Deduction in Geometry: 141-70.
- (en)  Ivor Grattan-Guinness (2000) The Search for Mathematical Roots 1870-1940 (De zoektocht naar wiskundige wortels 1870-1940). Princeton University Press.
- (en)  Roger Penrose, 2004. The Road to Reality (De weg naar de werkelijkheid). Alfred A. Knopf.
- (de)  Schlege, Victor, 1878. Hermann Grassmann: Sein Leben und seine Werke (Hermann Grassmann: zijn leven en zijn werk). Leipzig: F.A. Brockhaus.
- (en)  Schubring, G., ed., 1996. Hermann Gunther Grassmann (1809-1877): visionary mathematician, scientist and neohumanist scholar (Hermann Grassmann (1089-1877): visionair wiskundige, wetenschapper en neohumanistisch geleerde). Kluwer.
- (de)  Petsche, Hans-Joachim, 2006. Graßmann. (Grassmann, Vita Mathematica, 13) Birkhäuser.